# Шенгеймер, Рудольф
Рудольф Шенгеймер (также Шонхаймер, нем. Rudolf Schönheimer, также Schoenheimer) (10 мая 1898, Берлин Германия — 11 сентября 1941, Нью-Йорк США) — немецкий, затем американский биохимик еврейского происхождения, разработал технику мечения молекул стабильными изотопами, что позволило изучать процессы обмена веществ в организмах.

## Биография
Родился Рудольф Шенгеймер 10 мая 1898 года в Берлине в семье врачей. После изучения медицины в Берлинском Университете Фридриха Вильгельма и получения степени доктора медицины в 1922 году стал патологом при больнице в Берлин-Моабит. Там он заинтересовался взаимозависимостью жирового обмена, холестерина и артериосклероза, и в связи с этим продолжил образование в Лейпцигском университете в области органической химии (с 1923 по 1926). В 1926 году занял должность ассистента, а в 1928 году — доцента в Университете Фрайбурга (институт патологической анатомии), где сотрудничал с Адольфом Виндаусом. 1930—1931 год провел в Чикагском университете В 1932 году женился на Саломе Глюкзон, в 1933 году они вместе эмигрировали в США. С 1931 по 1941 год возглавлял отдел патологической химии во Фрайбургском университете, при этом с 1933 года занимал должность ассоциированного профессора биохимии Колумбийского университета, где он работал в отделе радиохимии под руководством Гарольда Клейтона Юри. Там с Дэвидом Риттенбергом (1906—1970) и Конрадом Блохом он занимался изучением метаболических путей организма с помощью изотопных меток. В изучении жирового обмена применялся дейтерий, позднее изучался аминокислотный обмен с изотопом N 15. Маркированный этим изотопом тирозин обменивался им с другими аминокислотами в организме, что позволило Кребсу обосновать цикл мочевины, а А. Е. Браунштейну — реакцию переаминирования. Шенгеймер открыл, что накопление холестерина — фактор риска, вызывающий артериосклероз, в связи с этим немецкое Общество изучение артериосклероза выпустило медаль Шенгеймера.
Рудольф Шенгеймер покончил жизнь самоубийством 11 сентября 1941 года в Нью-Йорке путём употребления цианида.

## Научные работы
Основные научные работы посвящены изучению биохимии межуточного обмена на целостном организме.
- 1935 — Первым использовал меченые атомы для изучения обмена веществ в организме.
- Изучал с применением дейтерия обмен жиров и выдвинул новые представления о «метаболитическом котле».
- Использовал тяжёлый изотоп азота 15 для изучения обмена аминокислот.